# Sogno di una notte di mezza estate (Mendelssohn)
Sogno d'una notte di mezza estate (Ein Sommernachtstraum in tedesco) è una composizione di Felix Mendelssohn Bartholdy; sono le musiche di scena per l'omonima commedia shakespeariana.
Composte nel 1843 su commissione del re di Prussia Federico Guglielmo IV e catalogate come l'op. 61 del compositore, inglobano anche una composizione del 1826, quando Mendelssohn era solo diciassettenne: l'ouverture da concerto op. 21, sempre ispirata dalla commedia shakespeariana.

## Storia
Il 26 agosto 1826 venne terminata l'ouverture. 
La prima esecuzione in pubblico ebbe luogo il 20 febbraio 1827 a Stettino, sotto la direzione di Carl Loewe.
Il 17 ottobre 1831 viene rappresentata a Monaco di Baviera diretta dal compositore alla presenza di Ludovico I di Baviera ed il 19 febbraio 1832 al Conservatoire de Paris.
Mendelssohn non dichiarò mai di voler comporre una suite a quest'opera. 
Questo argomento divenne attuale quando Federico Guglielmo IV di Prussia decise di far rappresentare l'ouverture al Neues Palais di Potsdam. 
Malgrado i pressanti e onerosi incarichi derivanti dall'essere direttore permanente della Gewandhausorchester Leipzig, direttore del Conservatorio delle medesima città e direttore generale della musica di Prussia, Mendelssohn accettò l'incarico e compose l'opera nel 1843. 
La prima esecuzione assoluta avvenne il 14 ottobre 1843 al Neues Palais di Potsdam nella traduzione di Wilhelm August von Schlegel.
Il 18 ottobre il compositore dirige la prima al Konzerthaus Berlin e il 30 ottobre all'Università della musica e del teatro di Lipsia.
Il 2 giugno 1847 avviene la prima della Marcia nuziale a Tiverton (Devon).
Nel 1881 Giuseppe Martucci dirige la suite a Napoli e nel 1884 l'Ouverture all'Esposizione universale di Torino.
Nel 1903 avviene la prima di A Midsummer Night's Dream al New Amsterdam Theatre di New York nell'arrangiamento di Victor Herbert.
Nel 1911 avviene la prima al Teatro Costanzi di Roma di Sogno di una notte d'estate e nel 1933 nel Giardino di Boboli di Firenze diretta da Fernando Previtali per la regia di Max Reinhardt con Carlo Lombardi, Cele Abba, Giovanni Cimara, Nerio Bernardi, Rina Morelli, Sarah Ferrati, Cesare Bettarini, Armando Migliari, Ruggero Lupi, Luigi Almirante, Giuseppe Pierozzi, Memo Benassi, Evi Maltagliati ed Eva Magni.
Per il Teatro alla Scala di Milano va in scena nel 2003 al Teatro degli Arcimboldi.

## Analisi della partitura

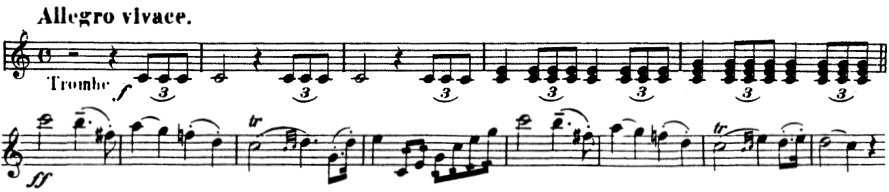
Alcune battute iniziali della partitura della Marcia nuziale

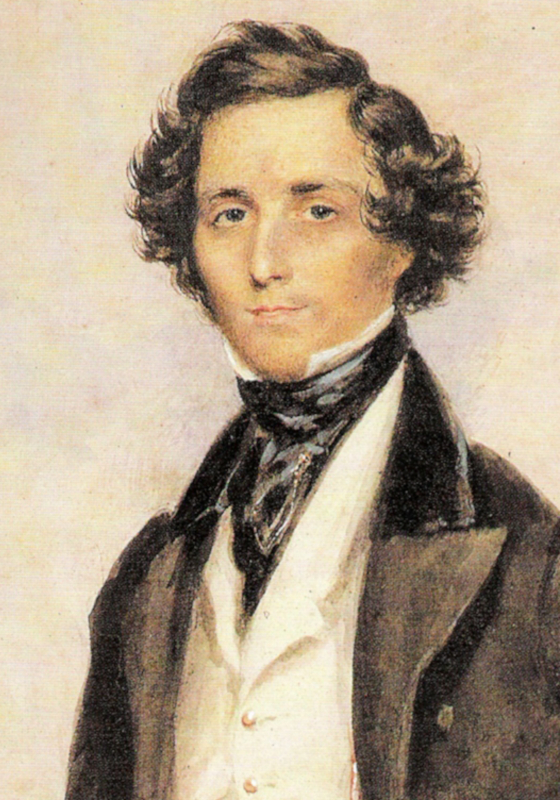
Ritratto di Mendelssohn eseguito da James Warren Childe nel 1839

Sogno di una notte di mezza estate dura circa quaranta minuti ed è composta da undici pezzi:
1. Ouverture - Allegro di molto (circa 12 minuti)
2. Scherzo - Allegro vivace (circa 5 minuti)
3. Marcia degli Elfi - Allegro vivace (circa 1 m 30 s)
4. Coro degli Elfi (Duetto con coro): «Bunte Schlangen, zweigezüngt (Serpenti colorati, ramoscelli) » - Allegro ma non troppo (circa 4 minuti)
5. Intermezzo - Allegro appassionato (circa 2 minuti)
6. Notturno - Con moto tranquillo (circa 6 minuti)
7. Marcia nuziale - Allegro vivace (circa 4 minuti)
8. Prologo (circa 20 secondi)
9. Marcia funebre - Andante comodo (circa 1 minuto)
10. Danza bergamasca (Rüpeltanz : Danza delle grottesche) - Allegro di molto (circa 1 m 30 s)
11. Finale: «Bei des Feuers mattem Flimmern (Alla luce intermittente del fuoco) » - Allegro di molto (circa 5 minuti)[2]

L'ouverture dona una descrizione musicale geniale del lavoro drammatico di Shakespeare. Alcune armonie dei fiati in pianissimo introducono il pezzo, ma soltanto dopo cinque battute, questa atmosfera raccolta è interrotta da uno staccato tempestoso degli archi. Vengono quindi intercalati degli accordi diminuiti dei fiati al fine di conferire alla danza l'oscurità incombente della foresta incantata in una notte di mezza estate. Ma interviene il sole (un mi minore) interrotto poi dalla danza degli artigiani (danza bergamasca). Dopo un ingresso della fanfara, ritorna l'incanto della melodia iniziale.
Il finale vede la partecipazione del soprano, del mezzosoprano e del coro femminile.